# Sit de Bell
El sit de Bell (Artemisiospiza belli) és un ocell de la família dels passerèl·lids (Passerellidae). parcialment migratòria que habita en zones semiàrides de l'oest d'Amèrica del Nord, des del Canadà fins al nord de Mèxic.

## Descripció
El sit de Bell és un ocell petit (uns 15 cm) tot i que és el més gros dels pardals i en viu és difícil de separar del sit de les artemises. Pesa aproximadament 16,5 g
Té un plomatge dorsal de color marró grisenc amb ratlles fosques. També té el cap marró amb tres franges longitudinals: una clara per sobre de l'ull, una de color marró fosc per sobre i més ampla, i una de baix, també fosca però més curta. El pili, la part superior del cap, és de color marró grisenc. D'altra banda, la zona ventral presenta tons clars i ratlles grises. També hi ha una taca groga sota la gola i taques blanques als extrems de la cua, molt visibles en vol.
Per regla general el malar és més fosc que el cap, mentre que el sit de les artemises té aproximadament la mateixa tonalitat de gris fosc. El sit de Bell també té una franja malar més gruixuda. La quantitat de ratllat a l'esquena així com l'ombra del mantell també es pot utilitzar per separar els dos, però això es veu afectat pel desgast de les plomes. El sit de Bell també té poc o gens de blanc a la cua, però aquest fet distintiu al camp per si sola pot no ser diagnòstica.
De fet, el sit de Bell està sovint lligat als hàbitats d'artemísia encara que també es poden trobar en rodals d'atriplex, chamizos (Adenostoma fasciculatum) i altres arbustos baixos de l'àrid oest.
La subespècie A. b. clementeae ha estat catalogada com a espècie amenaçada des de 1977. Aquesta subespècie ha crescut en nombre des d'aleshores com a resultat dels esforços de conservació duts a terme per l'Armada dels Estats Units, donant lloc al creixement de la vegetació autòctona. i ha estat proposat per a l'eliminació de la llista d'espècies en perill d'extinció pel Servei de Pesca i Fauna Salvatge dels Estats Units.

## Hàbitat i distribució
Es troba naturalment a l'oest dels Estats Units i al nord-oest de Mèxic. La població més distribuïda es reprodueix a l'interior de l'oest dels Estats Units i hiverna als estats fronterers del sud dels Estats Units, així com en alguns estats del nord de Mèxic. Una subespècie relacionada es reprodueix al centre-sud de Califòrnia.
Altres tres subespècies són residents a l'oest. Habita a les serres costaneres de Califòrnia i en part del vessant occidental de Sierra Nevada. Un altre està confinat a l'illa de San Clemente. Finalment, l'últim, habita l'oest de Baixa Califòrnia. Aquestes subespècies solen ser considerades com una espècie diferent de les poblacions migratòries interiors.

## Alimentació
Els pardals mengen llavors i insectes durant l'època de reproducció, prenent escarabats, llagostes, erugues i altres insectes, a més d'aranyes, llavors, petits fruits i vegetació. Durant l'època no reproductiva, s'alimenten principalment de llavors d'herbes i algunes plantes.

## Reproducció i nidació
El mascle torna cada any al mateix territori de nidificació, el defensa cantant des d'una perxa elevada. La femella construeix el niu principalment dins dels arbustos i ocasionalment a terra sota dels arbustos. Té forma de copa oberta feta per pals i herba espessa, folrada amb herbes més fines i escorça d'arbre, i finalment plomes, llana i pèl d'animals. La posta és d'entre 3-4 ous, de vegades 2-5. Els ous són de color blanc blavós a blau pàl·lid, amb taques o taques variables de marró, gris i negre. La incubació dura uns 13-16 dies.

## Comportament
Aquesta espècie passa la major part del seu temps a terra, buscant menjar sota matolls densos. Acostumen a córrer en lloc de volar, i sovint onegen la cua o les mouen cap amunt. A la primavera i principis d'estiu, els mascles es fan molt més visibles quan es posen als arbustos per cantar. Gairebé immediatament després d'acabar el cant, cauen directament a terra i continuen buscant aliment, protegint també els seus companys dels avenços d'altres mascles (un comportament habitual en moltes aus). Entre els depredadors dels nius i els nadons s'inclouen Lanius borealis, el corb comú, l'esquirol terrestre i possiblement el correcamins.

## Taxonomia
L'espècie fou nomenada en honor del taxidermista nord-americà John Graham Bell (1812-1899). Abans estava inclosa el gènere Amphispiza, però evidències recents suggereixen que havia de ser separat i tenir el seu propi gènere.
Es reconeixen tres subespècies:
- A. b. canescens (Grinnell, 1905), localitzat al sud-est de Califòrnia, sud-oest de Nevada (zona sud-oest d'USA) i al nord-est de Baixa Califòrnia (nord-oest de Mèxic).
- A. b. belli (Cassin, 1850), la subespècie nominal, sud de Califòrnia incloent-hi l'illa San Climent (sud-oest d'USA) i nord-oest de Baixa California.
- A. b. cinerea (Townsend, 1890), centre de Baixa Califòrnia.